# Мухаммади, Куддус
Куддус Мухаммади (настоящая фамилия — Мухамедов) (1907, Ташкент, Российская империя — 1997) — советский и узбекский детский поэт, зачинатель узбекской детской поэзии. Народный писатель Узбекской ССР (1982), Заслуженный учитель Узбекской ССР (1957).

## Биография
Родился в 1907 году в Ташкенте в бедной крестьянской семье. Он рано лишился отца, вслед за этим скончалась и мать, из-за того что его семья не имела возможности воспитать его, его пришлось сдать в детский дом, где ему привили любовь к литературе. После того, как ему исполнилось 18 лет, он был выпущен из детского дома и поступил в сельскохозяйственный техникум, а оттуда, после его окончания его послали на биологический факультет Среднеазиатского университета и после его окончания был принят на работу преподавателем биологии и естествознания в одной из средних школ. Литературной деятельностью занимался с 1928 года, когда он опубликовал первые детские стихи, и лишь в 1946 году увидела свет его книга стихов, затем вышли в свет ряд новых книг. Он написал ряд детских стихотворений.
Скончался в 1997 году.